# Nephodia pallida
Nephodia pallida là một loài bướm đêm trong họ Geometridae.